# 考古博物館 (布爾加斯)
考古博物館位於保加利亞布爾加斯，成立於1912年，為該市最古老的博物館之一，保存了布爾加斯州境內幾座古老城鎮的文化和歷史遺產，如索佐波爾、內塞伯爾、波摩里埃等。如今，考古博物館是隸屬於布爾加斯地區歷史博物館的四個展覽館之一。

## 建築
博物館為一棟粉紅色外牆建築，由瑞士建築師赫爾曼·梅爾 (Hermann Mayer) 建造。最初為一座女子學校。

## 外部連結
- 官方網站 （页面存档备份，存于）
- Archaeological Museum  （页面存档备份，存于）（保加利亞語）

42°29′37″N 27°28′32″E / 42.4936°N 27.4755°E